# Corozal (kommun)
Corozal är en kommun i Colombia.   Den ligger i departementet Sucre, i den norra delen av landet, 500 km norr om huvudstaden Bogotá. Antalet invånare är 57 756.